# 格拉夫 (密蘇里州)
格拉夫（英語：Graff）是位於美國密蘇里州賴特縣的非建制地區。

## 歷史
格拉夫的郵局自1899年營運至今。

## 地理
格拉夫所處的海拔為高於海平面406米（即1332英呎），而該地所採用的時區為UTC-6，即北美中部時區（CST）。同時該地設有夏令時間，為UTC-6調快一小時，即UTC-5（CDT）。